# سیل ۱۳۶۶ بوژان
سیل بوژان در تاریخ ۲ مرداد ۱۳۶۶ رخ داد و بر اثر آن بیش از ۱۰۰۰ نفر کشته و زخمی شدند.